# Alessandra Poggi
Alessandra Poggi é uma autora e roteirista brasileira de telenovelas e seriados.

## Carreira
Formada em Jornalismo pela UFRJ, com especialização em Literatura Brasileira pela PUC-Rio, iniciou carreira na TV Globo como roteirista do programa de auditório Gente Inocente, onde ficou entre 2000 e e 2002. Entre 1997 e 2009, fez parte do time de roteiristas de Malhação, escrevendo várias temporadas. Na década de 2010, integrou a equipe de Miguel Falabella, onde colaborou nos roteiros da telenovela Aquele Beijo e das séries Pé na Cova e Sexo e as Negas.
Em 2017, ao lado de Angela Chaves, estreou como autora titular, escrevendo a "supersérie" Os Dias Eram Assim. Em 2022, escreveu Além da Ilusão, sua primeira telenovela solo na "faixa das seis" da emissora. Em 2024, escreve sua segunda telenovela solo, Garota do Momento, na mesma "faixa das seis".

## Filmografia
| Ano     | Título             | Escalação        | Emissora | Notas       |
| ------- | ------------------ | ---------------- | -------- | ----------- |
| 1997–98 | Malhação 1997      | Colaboradora     | TV Globo | [ nota 1 ]  |
| 2000–02 | Gente Inocente     | Roteirista       | TV Globo | [ nota 2 ]  |
| 2003–04 | Malhação 2003      | Colaboradora     | TV Globo | [ nota 3 ]  |
| 2004–05 | Malhação 2004      | Colaboradora     | TV Globo | [ nota 3 ]  |
| 2005–06 | Malhação 2005      | Colaboradora     | TV Globo | [ nota 4 ]  |
| 2006–07 | Malhação 2006      | Colaboradora     | TV Globo | [ nota 5 ]  |
| 2007    | Malhação 2007      | Colaboradora     | TV Globo | [ nota 6 ]  |
| 2007–09 | Malhação 2008      | Colaboradora     | TV Globo | [ nota 7 ]  |
| 2009    | Malhação 2009      | Colaboradora     | TV Globo | [ nota 8 ]  |
| 2011–12 | Aquele Beijo       | Colaboradora     | TV Globo | [ nota 9 ]  |
| 2013–16 | Pé na Cova         | Colaboradora     | TV Globo | [ nota 9 ]  |
| 2014    | Sexo e as Negas    | Colaboradora     | TV Globo | [ nota 9 ]  |
| 2017    | Os Dias Eram Assim | Autora principal | TV Globo | [ nota 10 ] |
| 2022    | Além da Ilusão     | Autora principal | TV Globo |             |
| 2024–25 | Garota do Momento  | Autora principal | TV Globo |             |

## Prêmio
- 2024 - Prêmio F5, na categoria Novela do Ano, por Garota do Momento.[5]